# 谷川祯次郎
谷川祯次郎（1932年12月20日—2025年5月13日）是一名日本退役男子游泳运动员。他在1952年夏季奥林匹克运动会中，参加了男子4×200米自由式接力比赛并获得银牌。他也参加了1954年亚洲运动会。